# Quinto Camurio Numisio Junior
Quinto Camurio Numisio Junior (en latín: Quintus Camurius Numisius Junior) fue un militar y senador romano que vivió en el siglo II, y desarrolló su cursus honorum durante los reinados de los emperadores Antonino Pío, y Marco Aurelio. Fue cónsul sufecto en un nundinium en la segunda mitad del año 161 junto a Marco Annio Libón.

## Orígenes familiares
Su gentilicium Camurio apunta a una posible conexión familiar con un equite de la época de Trajano, Gayo Camurio Clemente. Mientras que algunos autores creen que Numisio Junior descendía una familia de rango ecuestre, Olli Salomies en su monografía sobre prácticas de nombres romanos imperiales cree que es más probable que fuera adoptado por un hermano de Clemente que por el mismo Clemente. Varias inscripciones con su nombre en Attidium en Umbría indican que la ciudad era su lugar de origen. Una de ellas menciona a una mujer que podría ser su esposa, Estertinia Coceya Basula Venecia Eliana Junior, y un hombre que podría ser su hijo, Quinto Cornelio Flaco Estertinio Nórico Numisio Junior. Anthony Birley cree que su esposa Estertinia era descendiente de Lucio Estertinio Nórico, cónsul en 113.

## Carrera política
Su cursus honorum se puede reconstruir a partir de una de las inscripciones encontradas en Attidium. Numisio Junior comenzó en su juventud como uno de los tresviri monetalis, la más prestigiosa de las cuatro magistraturas que componen el Vigintivirato; la asignación a esta junta generalmente se asignaba a patricios o individuos favorecidos por el emperador. A esto siguió un cargo como tribuno militar en la Legio IX Hispana, estacionada en la Britania romana; Birley fecha esto en los años 140. Posteriormente, Junior fue nombrado cuestor, cargo que cumplió en Roma; por esta época ingresó en los sodales Titalis Flaviales. Luego avanzó a través de las tradicionales magistraturas republicanas de edil curul y pretor. Géza Alföldy estima la fecha de este último cargo en torno al año 150.
Después de dejar el cargo de pretor, Junior fue nombrado legado o comandante de dos legiones consecutivamente. El nombre de la primera se pierde, pero Alföldy fecha su mando desde aproximadamente el año 152 hasta aproximadamente el año 155. La segunda fue la Legio VI Victrix, y Alföldy fecha su mando de esa legión desde inmediatamente después de dejar la primera legión  aproximadamente en el año 158. Era una situación inusual que un hombre comandara más de una legión; Birley ofrece una lista de no más de 30 hombres que lo habían hecho, y señala que "cuando hay pruebas disponibles, se puede ver que circunstancias especiales han provocado la repetición de estos cargos". Birley atribuye la causa en el caso de Junior, a la crítica situación militar en la Britania romana a mediados de los años 150. "No es improbable", escribe Birley, "que Numisio Junior que había estado al mando de una legión en el Rin, fuera nombrado legatus de la VI Victrix por recomendación de Gneo Julio Vero, cuando este último fue de Germania Inferior a Britania. Tras concluir su mandato como legado, Numisio Junior fue nombrado cónsul en 161.
No se sabe nada más de su vida después de su consulado.